# Aufstand im Schlaraffenland
Aufstand im Schlaraffenland ist das dritte Studioalbum der deutschen Hip-Hop- und Electropunk-Band Deichkind aus dem Jahr 2006.

## Hintergrund
Aufstand im Schlaraffenland ist das erste Album von Deichkind ohne Malte Pittner, der die Band aus persönlichen Gründen verließ, jedoch beim bereits 2005 als Single erschienenen Stück E.S.D.B. noch dabei war. An seine Stelle trat DJ Phono als neues festes Mitglied unter dem Namen La Perla in Erscheinung. Auch änderte die Band erstmals ihren Stil vom Hip-Hop hin zum Electro. Beim Bundesvision Song Contest 2005 belegten sie mit dem Titel E.S.D.B. („Electric Super Dance Band“) den vorletzten Platz unter den Bundesländern.

## Titelliste
1. Intro (0:56)
2. Voodoo (4:10)
3. Remmidemmi (Yippie Yippie Yeah) (4:41)
4. Aufstand im Schlaraffenland (3:35)
5. Show ’n’ Shine (3:58)
6. Ich betäube mich (3:30) (feat. Sarah Walker)
7. Silberweidenpark (4:07)
8. Papillon (3:41)
9. E.S.D.B. (4:17)
10. Jüjük (1:19) (feat. Mister Celebi & Porky)
11. Prost (3:41) (feat. Das Bo)
12. Krieg (4:59)
13. Remmidemmi (Yippie Yippie Yeah) (Livevideo 2005) (4:17)

Bonustitel
1. Dr. Insektor (3:29)
2. Der zerrockte Clown (1:56)

## Aufstand im Schlaraffenland – Live-EP
2007 brachten Deichkind ihr erstes und einziges Livealbum bzw. ihre erste Extended Play Aufstand im Schlaraffenland – Live-EP heraus. Dieses Album enthält Liveversionen von sechs der zwölf Songs des normalen Albums.
1. Remmidemmi (Yippie Yippie Yeah) (4:10)
2. Ich betäube mich (4:04) (feat. Sarah Walker)
3. Aufstand im Schlaraffenland (4:53)
4. Voodoo (2:50)
5. E.S.D.B. (2:34)
6. Krieg (4:40)

## Singleauskopplungen
| Jahr | Titel                           | Höchstplatzierung, Gesamtwochen, AuszeichnungChartplatzierungen (Jahr, Titel, , Platzierungen, Wochen, Auszeichnungen, Anmerkungen) | Höchstplatzierung, Gesamtwochen, AuszeichnungChartplatzierungen (Jahr, Titel, , Platzierungen, Wochen, Auszeichnungen, Anmerkungen) | Höchstplatzierung, Gesamtwochen, AuszeichnungChartplatzierungen (Jahr, Titel, , Platzierungen, Wochen, Auszeichnungen, Anmerkungen) | Anmerkungen                                               |
| Jahr | Titel                           | DE | AT | CH | Anmerkungen                                               |
| ---- | ------------------------------- | --- | --- | --- | --------------------------------------------------------- |
| 2005 | E.S.D.B.                        | — | — | — | Erstveröffentlichung: 21. März 2005                       |
| 2006 | Remmidemmi (Yippie Yippie Yeah) | DE68 Gold · (26 Wo.)DE | — | — | Erstveröffentlichung: 5. Mai 2006 Verkäufe: + 150.000     |
| 2006 | Ich betäube mich                | — | — | — | Erstveröffentlichung: 20. Oktober 2006 feat. Sarah Walker |

### Remmidemmi (Yippie Yippie Yeah)
Remmidemmi (Yippie Yippie Yeah), auch Krawall und Remmidemmi genannt, ist die einzige Singleauskopplung des Albums.
Im Song geht es um eine Gruppe von unangepassten Gästen, die auf der Party eines Kindes wohlhabender Eltern – die Mutter wird mit Katja Ebstein assoziiert – auftauchen, sich über die Wohnungseinrichtung lustig machen und der Feier ihren eigenen Stil aufdrücken.
Hämatom und andere Bands coverten das Lied. Ferris MC spielte in Partisanen auf Textpassagen an.
CD Single
1. Remmidemmi (Yippie Yippie Yeah) (Single Edit) - 3:43
2. Remmidemmi (Yippie Yippie Yeah) (Egoexpress D Remix) - 5:40
3. Remmidemmi (Yippie Yippie Yeah) (Scooter Remix) - 5:49
4. Voodoo (Album Version) - 4:10
5. Video: Ein Kleines Kaminfeuer (Filmchen) – 7:17

## Rezeption
Die Kritik von laut.de hebt hervor, dass Deichkind „in der deutschen Hip Hop-Szene nie wirklich einen Fuß auf den Boden bekamen“, was nach Noch fünf Minuten Mutti und Bitte ziehen Sie durch nicht gerechtfertigt sei. Der „Synthie Pop“ locke jedoch keinen Hund mehr hinterm Ofen hervor, da der Text innovationslos und die Arrangements verstaubt seien. Den einzigen Spaßmoment bringe laut laut.de Das Bo in Prost: „Ich bin so enttäuscht / Jungs, was ist los mit euch?“ Die Redaktion bewertet das Album nur mit 1/5, die Leser mit 3/5 Punkten.

## Kommerzieller Erfolg
Aufstand im Schlaraffenland stieg am 2. Juni 2006 für eine Woche in die deutschen Albumcharts ein und erreichte dabei Rang 68. Das Album avancierte damit nach Bitte ziehen Sie durch (Juni 2000) und Noch fünf Minuten Mutti (Oktober 2002) zum dritten Chartalbum für Deichkind in Deutschland, allerdings zum bis dato schlechtplatziertesten.
| ChartsChartplatzierungen | Höchstplatzierung | Wochen |
| ------------------------ | ----------------- | ------ |
| Deutschland (GfK)        | 68 (1 Wo.)        | 1      |